# Daniel Fohr

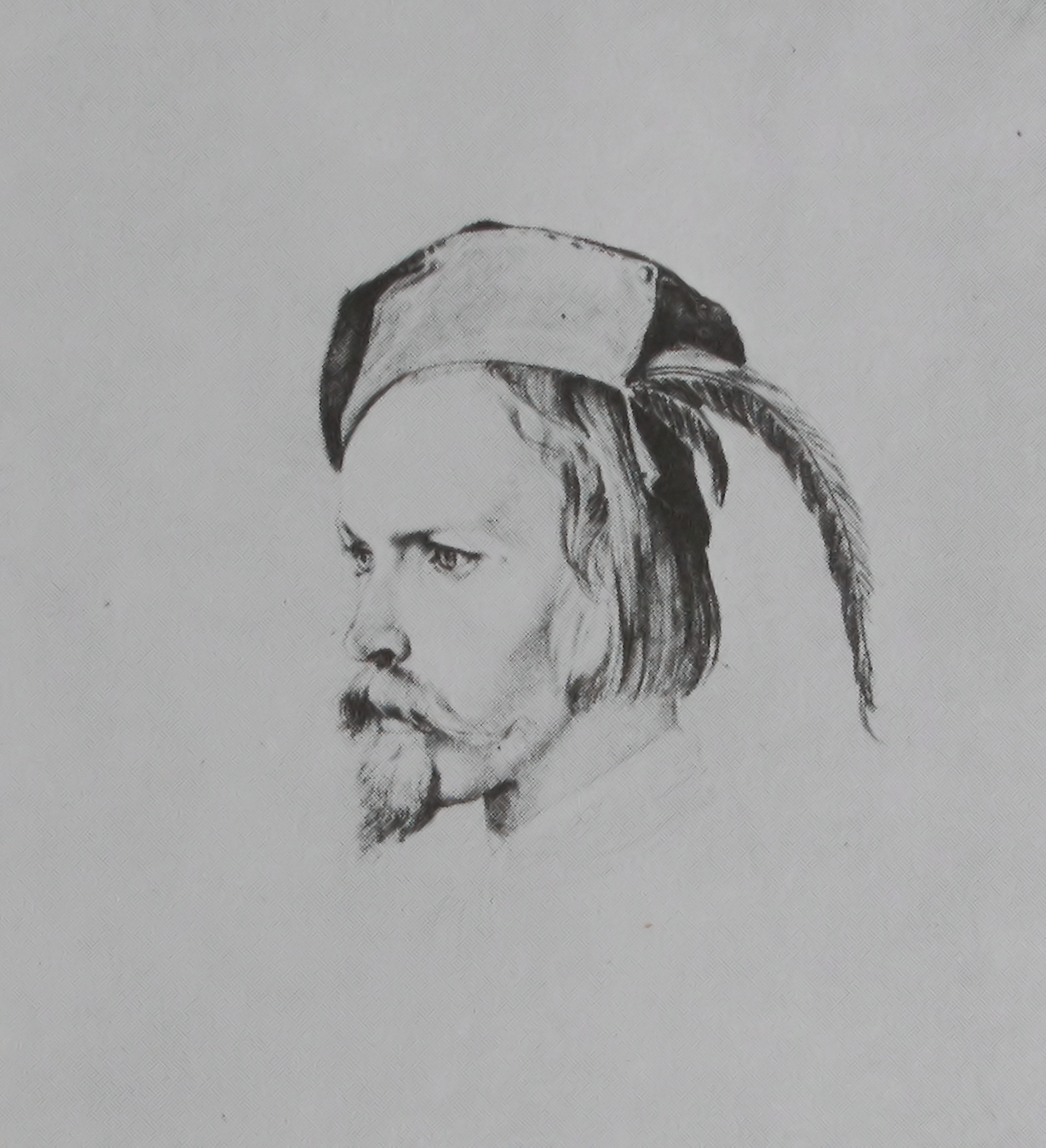
Daniel Fohr; Bleistiftzeichnung von August Lucas, 1828

Daniel Fohr (* 13. Mai 1801 in Heidelberg; † 25. Juni 1862 in Baden-Baden) war ein deutscher Maler.

## Leben
Daniel Fohr war der jüngere Bruder des Malers Carl Philipp Fohr. Noch als Schüler – er besuchte das Gymnasium in Baden-Baden – begleitete er Carl Rottmann und dessen Malerfreunde auf ihrer Rhein- und Moselreise. Nach dem Abitur soll er ein Philologiestudium aufgenommen haben, entschloss sich dann aber, Maler zu werden. Spätestens ab 1825 gehörte er zu den Schülern des Nazareners Peter Cornelius in München.

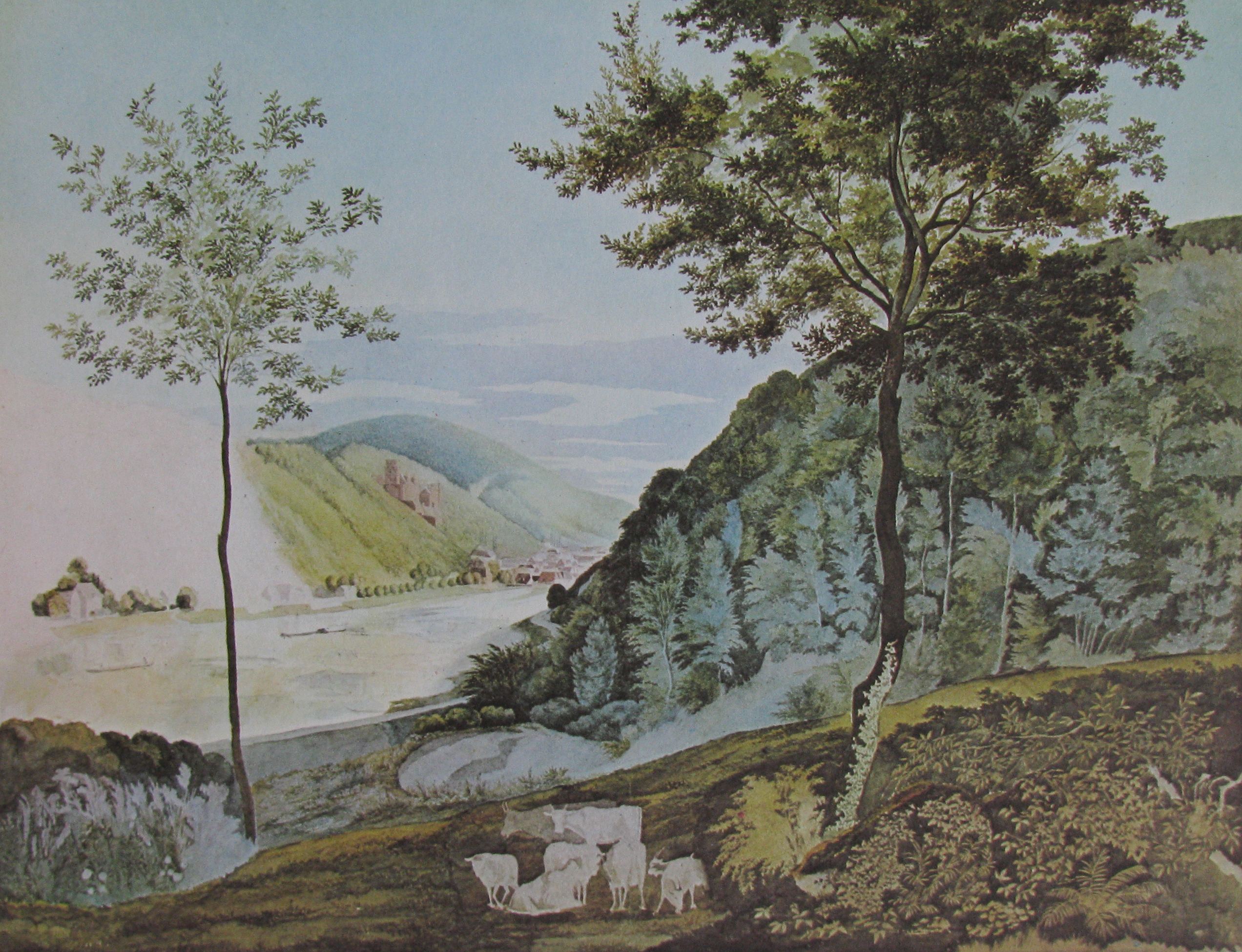
Heidelberg, vom Haarlass aus gesehen; Daniel Fohr, um 1829

Ab 1829 arbeitete Daniel Fohr als Landschaftsmaler in München. Nach seiner Ernennung zum badischen Hofmaler kehrte er 1839 in seine Heimat zurück. Er wohnte erst in Karlsruhe, hielt sich aber von 1846 bis 1850 wieder in München auf. Danach lebte er als badischer Hofmaler in Baden-Baden.
Daniel Fohr hatte nicht das große Talent seines Bruders, an dessen Zeichenweise er sich am Beginn orientierte, genauso wie an der seines Freundes August Lucas. In München arbeitete er im Stil Rottmanns und der Münchner Landschaftsschule. Dabei gelangen ihm vor allem in der Anfangszeit immer wieder frische, realistisch wirkende Ölstudien. Dagegen tragen einige seiner späteren, literarisch bestimmten Phantasielandschaften ausgesprochen spätromantische Züge.
Daniel Fohr war ein leidenschaftlicher Kunstsammler. Seine besondere Vorliebe galt Zeichnungen der Romantik und vor allem den Werken seines Bruders.